# Parlamentní volby v Rakousku 2013

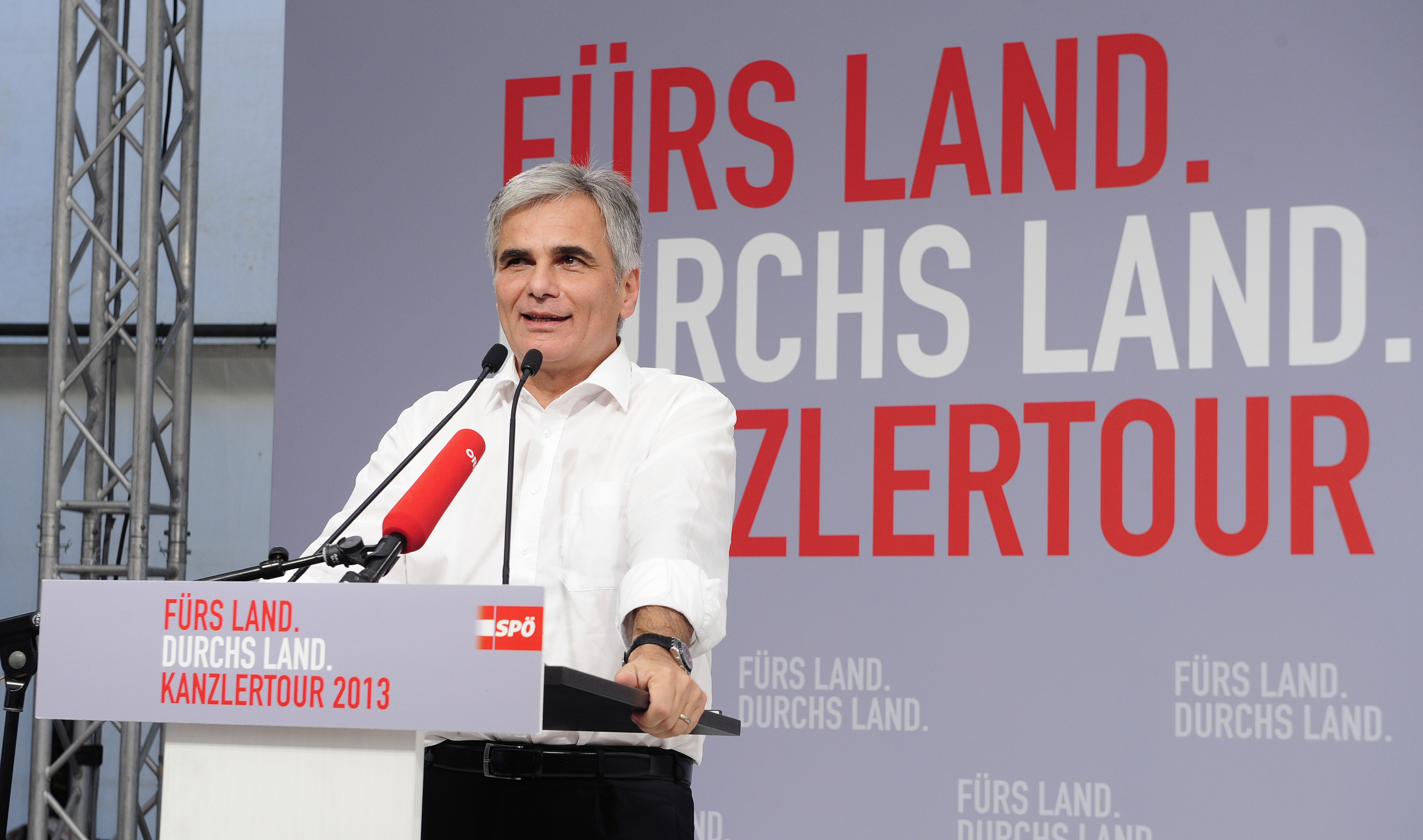
Werner Faymann, předseda Sociálně demokratické strany a dosavadní spolkový kancléř, během předvolební kampaně

Parlamentní volby v Rakousku do přímo volené Národní rady se konaly 29. září 2013. Volby vyhrála Sociálně demokratická strana Rakouska, která získala 27,1 % hlasů a 53 křesel ze 183.

## Volební výsledky
Volby dopadly následujícím způsobem:
| Strana | Strana                                                                         | Počet hlasů | +/−      | Procenta | +/−  | Mandáty | +/− |
| ------ | ------------------------------------------------------------------------------ | ----------- | -------- | -------- | ---- | ------- | --- |
|        | Sociálně demokratická strana Rakouska (Sozialdemokratische Partei Österreichs) | 1 258 605   | −171 601 | 26,8     | −2,4 | 52      | −5  |
|        | Rakouská lidová strana (Österreichische Volkspartei)                           | 1 125 876   | −143 780 | 24       | −2   | 47      | −4  |
|        | Svobodná strana Rakouska (Freiheitliche Partei Österreichs)                    | 962 313     | +105 284 | 20,5     | +3   | 40      | +6  |
|        | Zelení - Zelená alternativa (Die Grünen – Die Grüne Alternative)               | 582 657     | +72 721  | 12,4     | +2   | 24      | +4  |
|        | Team Stronach (Team Stronach für Österreich)                                   | 268 679     | -        | 5,7      | -    | 11      | -   |
|        | NEOS (NEOS – Das Neue Österreich)                                              | 232 946     | -        | 5        | -    | 9       | -   |
|        | Aliance pro budoucnost Rakouska (Bündnis Zukunft Österreich)                   | 165 746     | -357 187 | 3,5      | -7,2 | 0       | -21 |
|        | neplatné a prázdné lístky                                                      | 89 503      | -14 410  | —        | —    | —       | —   |
|        | Celkem všechny strany (volební účast 74,9%; -3,9 %)                            | 4 782 410   | -208 542 | 100,0    | —    | 183     | —   |